# Posens voetbalkampioenschap
Het Posens voetbalkampioenschap (Duits: Posener Fußballmeisterschaft of Bezirksklasse Posen) was een van de regionale voetbalcompetities van de Zuidoost-Duitse voetbalbond, dat bestond van 1908 tot 1914. 
In 1908 sloten de clubs uit Posen zich aan bij de Zuidoost-Duitse voetbalbond, die dat jaar nog een competitie inrichtte, echter mocht de winnaar niet naar de Zuidoost-Duitse eindronde, vanaf 1910 mocht dat wel. Behalve in 1912/13, toen een club uit Ostrowo deelnam aan de competitie, speelden enkel clubs uit Posen in de competitie. 
Door de uitbraak van de Eerste Wereldoorlog werd de competitie stilgelegd. Na de oorlog werd het grootste deel van de provincie Posen, waaronder de stad Posen zelf, afgestaan aan Polen conform het Verdrag van Versailles. Alle clubs werden ontbonden, voor zover ze nog bestonden. 

## Erelijst
- 1909 DSV Posen
- 1910 DSV Posen
- 1911 DSV Posen
- 1912 DSV Posen
- 1913 FC Britannia Posen
- 1914 DSV Posen

### Seizoenen eerste klasse
| Club               | /6 | Seizoenen (1908-1914) |
| ------------------ | -- | --------------------- |
| Deutscher SV Posen | 6  | 1908-1914             |
| FC Britannia Posen | 6  | 1908-1914             |
| FC Viktoria Posen  | 5  | 1908-1913             |
| SC Union Posen     | 4  | 1910-1914             |
| FC Wacker Posen    | 2  | 1909-1911             |
| FC Ostrowo         | 1  | 1912-1913             |
| MTV Jahn Posen     | 1  | 1913-1914             |

1908/09 · 1909/10 · 1910/11 · 1911/12 · 1912/13 · 1913/14